# 位相

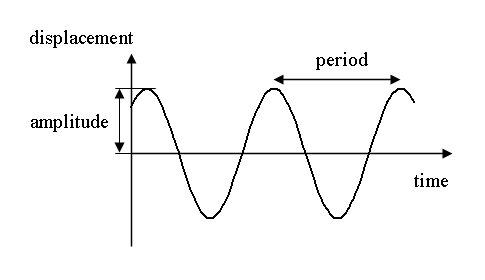
単純な振動運動は周期的に変化する変位である。

位相（いそう、英語: phase）とは、繰り返される現象の一周期のうち、ある特定の局面のことであり、波動などの周期的な現象において、ひとつの周期中の位置を示す無次元量でもある。通常は角度（単位は「度」または「ラジアン」）で表される。
たとえば、時間領域における正弦波を
y(t) = A sin(ωt + α)
とすると、(ωt + α) のことを位相と言う。特に t = 0 における位相 α は初期位相あるいは位相角と呼ばれる。あるいは単に、この正弦波の位相は α であるということも多い。いずれの定義を採用するにしても、上記の式のA: 振幅、ω: 角周波数、α: 位相の3つのパラメータにより、正弦波は完全に記述される。
また、位相差を求める際には同一基準の時間領域で行う。変位を用いて表した位相も同様である。 位相差は点同士、もしくは波同士に適用可能である。
例えば上式で表される波とy(t) = A sin(ωt + α+δ)で表される二つの波の位相差はδとなる。そして、このδがπの偶数倍の時、二波は同位相、πの奇数倍の時、二波は逆位相という。

## 複素数による表現
時間領域における複素数の正弦波は、次のように表現される。
{\displaystyle Y(t)=Ae^{{\mathit {i}}\,(\omega t+\alpha )}}　　　　　　　（1）
ここで、{\displaystyle e}は自然対数の底（ネイピア数）、{\displaystyle {\mathit {i}}} は虚数単位、Aは振幅、{\displaystyle \omega }は角周波数、{\displaystyle \alpha }は位相である。
オイラーの公式（ {\displaystyle e^{{\mathit {i}}\,\theta }=\cos \theta +{\mathit {i}}\sin \theta } ）より
{\displaystyle Ae^{{\mathit {i}}\,(\omega t+\alpha )}=A\cos(\omega t+\alpha )+{\mathit {i}}A\sin(\omega t+\alpha )}　　　　　　　（2）
が成り立つ。このように、式（1）の実部と虚部は実数の正弦波である。
式（2）は、複素平面上で時間ｔの経過とともに、原点を中心とする半径Aの円周上を等速で回転する。それを複素平面の実軸へ正射影したものは {\displaystyle A\cos(\omega t+\alpha )} であり、虚軸へ正射影したものは {\displaystyle A\sin(\omega t+\alpha )} である。

## 交流における位相

三相交流の波形

電流や電圧、信号が時間とともに変化するものを交流といい、その周期の位置が位相である。
正負両端子の波形が同位相であることをコモン・モードといい、逆をノーマル・モードという。
120度ずつ位相がずれた3系統の交流を三相交流という。
電圧と電流の波形がずれ、位相差が生じた際、その位相差の余弦を力率という。力率の改善に用いる進相コンデンサがある。